# Lola Falana
Lola Falana, all'anagrafe Loletha Elayne Falana (Camden, 11 settembre 1942), è una cantante, showgirl, attrice ballerina e conduttrice televisiva statunitense.

## Biografia

Lola Falana e Mina a Sabato sera (1967)

Di origine cubana (il padre abbandonò l'isola negli anni trenta dopo aver conosciuto la moglie, statunitense), trascorre gran parte dell'infanzia a Filadelfia, dove inizia a cantare nel coro della sua chiesa. Giovanissima, frequenta una scuola di ballo e, durante un'esibizione, viene scoperta da Sammy Davis Jr., che la fa debuttare a Broadway nel musical Golden Boy, e con cui ha una relazione.
Nello stesso anno debutta anche come cantante con My Baby, inciso per la Mercury Records. Dopo molti spettacoli televisivi e altri dischi, alla fine del 1966 viene notata da alcuni talent scout italiani durante uno spettacolo a Las Vegas e viene invitata in Italia, dove diventa una delle star della TV dell'epoca, partecipando a numerosi programmi televisivi, spesso ballando in coppia con Don Lurio in varietà come Sabato sera del 1967, condotto da Mina.
Recita inoltre in alcuni musicarelli, di cui i più noti furono Stasera mi butto con Marisa Sannia e Rocky Roberts e Quando dico che ti amo, con Tony Renis, Alida Chelli e Enzo Jannacci, in cui interpreta la parte di Giulia (una delle fidanzate del protagonista Tony) e canta la canzone Tutta donna. Per la sua avvenenza viene soprannominata "Venere Nera". Incide anche alcuni 45 giri, tra cui una sua versione di Working in the Coal Mine di Alain Toussaint, con sul retro Coconut Grove, scritta da John Sebastian, leader dei The Lovin' Spoonful, Scrivimi il tuo nome, inciso insieme a I Roll's 33 e la già ricordata Tutta donna.

Nel 1970 torna negli Stati Uniti per girare il film Il silenzio si paga con la vita, con la regia di William Wyler: per la sua interpretazione viene candidata al Golden Globe 1971. Nello stesso anno posa senza veli per un servizio fotografico su Playboy. Successivamente per qualche anno alterna la carriera tra la sua patria e l'Italia, dove nel 1971 partecipa a Teatro 10, condotto da Alberto Lupo, cantando una sua versione di Fever. Nel 1972 viene scelta da Bill Cosby come ospite fissa del The New Bill Cosby Show, che debutta in onda l'11 settembre 1972 sulla CBS. Cosby aveva conosciuto la Falana quando lui ancora frequentava il college, e lei era una ballerina quattordicenne.

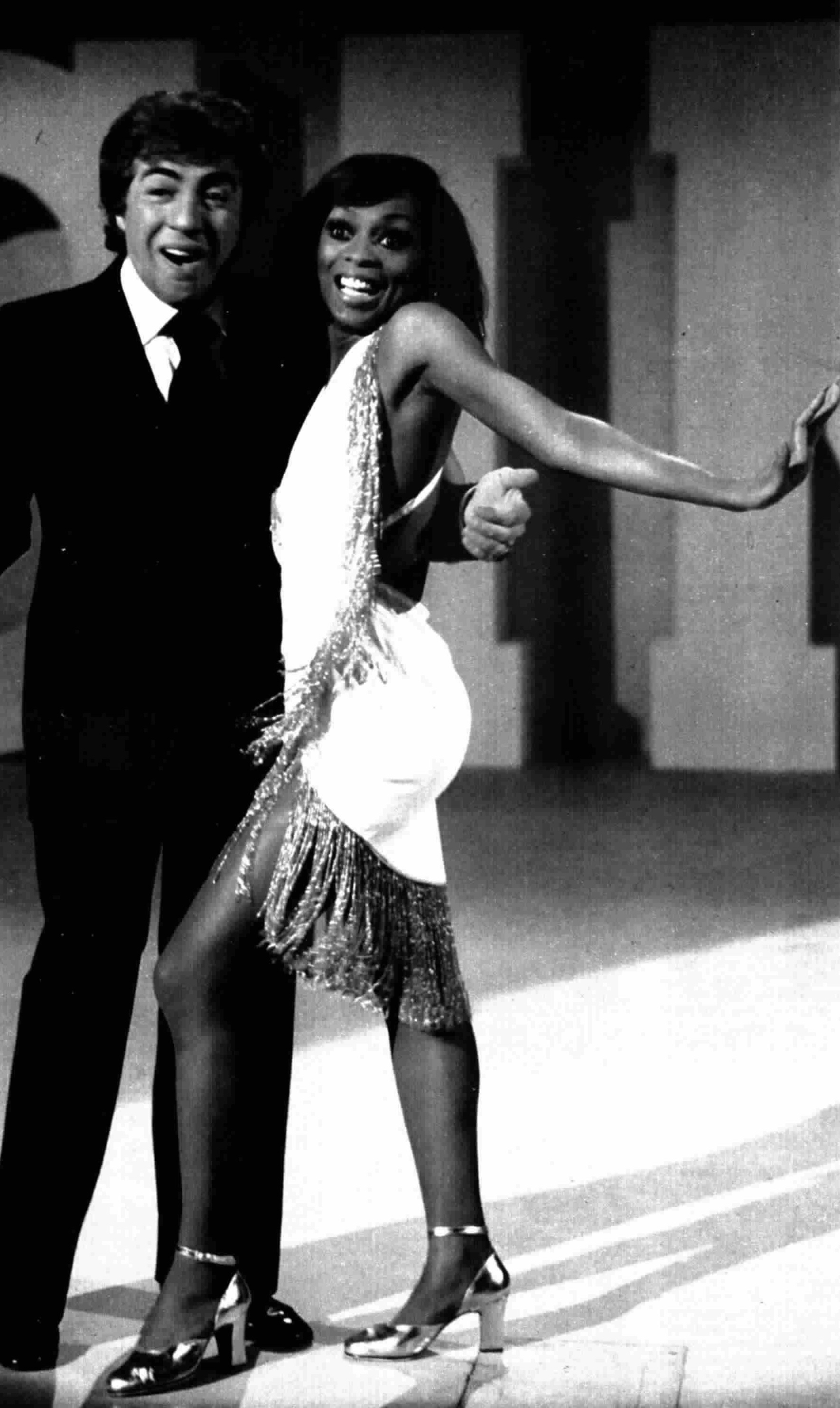
Gino Bramieri e Lola Falana in Hai visto mai?, 1973

Nel 1973 affianca Gino Bramieri nella conduzione di Hai visto mai?, programma del Primo canale diretto da Enzo Trapani, esibendosi anche come cantante e in apprezzati numeri di danza. Dalla seconda metà degli anni settanta torna definitivamente negli Stati Uniti, tranne una parentesi nel 1982, in cui è la protagonista dello show Made in Italy, in onda sulle reti Fininvest, per la regia di Valerio Lazarov. Nella seconda metà degli anni settanta e per i successivi anni ottanta, appare in alcune serie televisive statunitensi tra cui Le strade di San Francisco, Love Boat e Capitol, dove interpreta per un breve periodo un personaggio ricorrente della soap opera.

## Vita privata
Negli anni sessanta le cronache rosa si occupano di lei per un flirt con lo studente Massimo Minorenti, che finirà tragicamente ucciso dal marchese Camillo Casati Stampa di Soncino insieme alla moglie Anna Fallarino, divenuta amante del Minorenti, nella vicenda nota come delitto Casati Stampa. Tra il 1965 e il 1968, Lola Falana ebbe una relazione con il suo allora mentore Sammy Davis Jr. che divenne di dominio pubblico dopo che Davis lo confessò alla sua allora moglie May Britt, da cui poi il loro divorzio nel 1968. Per due anni è stata sentimentalmente legata a Enzo Paolo Turchi. Nel 1971 si sposa con Feliciano Tavares, detto Butch, leader del gruppo musicale Tavares, da cui divorzierà nel 1975.
Nel 1987 Lola Falana scopre di essere ammalata di sclerosi multipla. Dagli anni novanta Lola Falana si ritira definitivamente dal mondo dello spettacolo, dedicandosi all'attività religiosa. La patologia rimane stabile per diversi anni, nonostante le ricadute; intorno al 2005 sembra cominciare a entrare in fase progressiva, come dirà la stessa Falana nel 2008 in un'intervista televisiva rilasciata ad Alda D'Eusanio nel programma Ricominciare. Attualmente vive in un convento di clausura alle porte di Las Vegas.

## Filmografia

### Cinema
- La pelle brucia (A man called Adam), regia di Leo Penn (1966)
- Stasera mi butto, regia di Ettore Maria Fizzarotti (1967)
- Lola Colt - Faccia a faccia con El Diablo, regia di Siro Marcellini (1967)
- Quando dico che ti amo, regia di Giorgio Bianchi (1967)
- Il silenzio si paga con la vita (The Liberation of L.B. Jones), regia di William Wyler (1970)
- L'uomo del Klan (The Klansman), regia di Terence Young (1974)
- Lady Cocoa, regia di Matt Cimber (1975)
- Pazzo di te (Mad About You), regia di Lorenzo Doumani (1989)

### Televisione
- F.B.I. (The F.B.I.) - serie TV, episodio 5x10 (1969)
- Mod Squad, i ragazzi di Greer (The Mod Squad) - serie TV, episodio 3x05 (1970)
- Le strade di San Francisco (The Streets of San Francisco) - serie TV, episodio 2x19 (1974)
- Switch - serie TV, episodio 2x24 (1977)
- Love Boat (The Love Boat) - serie TV, episodi 2x01, 2x02 (1978)
- Fantasilandia (Fantasy Island) - serie TV, episodio 2x19 (1979)
- Muppet Show - serie TV (1979)
- Capitol - serie TV (1982/1984/1986)
- Hotel - serie TV, episodio 3x22 (1986)

## Televisione
- Sabato sera (Programma Nazionale, 1967)
- Carosello (Programma Nazionale, 1967-1968)
- Teatro 10 (Programma Nazionale, 1971)
- The New Bill Cosby Show (CBS, 1972)
- Hai visto mai? (Programma Nazionale, 1973)
- Soul Train (Syndication, 1973-1974)
- Ben Vereen... Comin' at Ya (NBC, 1975)
- Cos (ABC, 1976)
- Made in Italy (Canale 5, 1982)

## Teatro (parziale)
- Doctor Jazz (1975)

## Discografia

### Singoli
- 1967 – Working In The Coal Mine/Coconut Grove (Reprise Records, r 02080)
- 1967 – Scrivimi il tuo nome/Uno come te (Reprise Records, r 02083) (con I Roll's 33)
- 1967 – Tutta donna/Scrivimi il tuo nome (Reprise Records, r 02091)
- 1970 – Stand by Your Man/He's Chosen Me (London Records, HL 1579)
- 1975 – There's a Man Out There Somewhere/Words (RCA Victor, PB 10267)
- It's a Good Feelin' (U.S. Department Of Labor, AAVP 7679)
- LOLA (U.S. Department Of Labor, AAVP 77278)

## Riconoscimenti (parziale)
Golden Globe
- 1971 – Candidatura alla miglior attrice debuttante per Il silenzio si paga con la vita

Tony Award
- 1975 – Candidatura alla miglior attrice protagonista in un musical per Doctor Jazz

## Doppiatrici italiane
- Rita Savagnone in Stasera mi butto
- Vittoria Febbi in Lola Colt - Faccia a faccia con El Diablo
- Gabriella Genta in Quando dico che ti amo
- Carla Comaschi in Love Boat
- Solvejg D'Assunta in Capitol